# Exploraciones fenicias

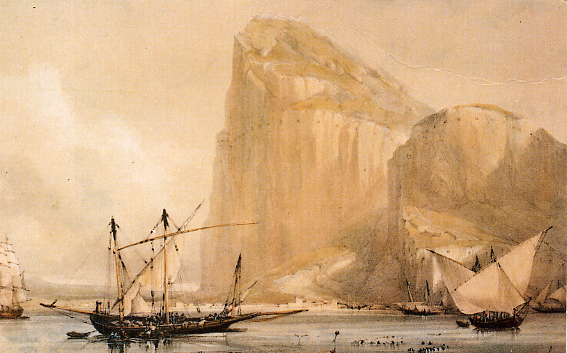
Los fenicios navegaron más allá del otro extremo del mar Mediterráneo: el estrecho de Gibraltar.

El término exploraciones fenicias engloba los viajes de exploración y colonización realizados por los fenicios a lo largo del I milenio a. C.. Este fenómeno fue pionero por sus dimensiones, y diversos historiadores señalan que la posición geoestratégica de Fenicia -en torno al actual Líbano- fue determinante para su desarrollo.

## Exploración de África
La principal fuente de estudio de las exploraciones fenicias por África es la obra de Peridoto, que habla de una expedición fenicia que circunnavegó el continente africano. Se barajan fechas alrededor del 600 a. C. Hay dudas acerca de que este hecho se produjese realmente.

## Exploración del Mediterráneo

Rutas fenicias.

Cuando los fenicios establecieron su nueva capital en Cartago prestaron atención a la colonización del occidente mediterráneo. Así, llegaron al estrecho de Gibraltar, descubrieron islas en el océano Atlántico -como las islas Canarias o Madeira-. Durante el siglo V a. C. se llevaron a cabo dos expediciones: la primera, que llegó hasta Cornualles; y la segunda, en la que fundaron varias colonias nuevamente por África. En el siglo IV a. C. y posteriores se centraron más en la colonización del mar Mediterráneo, hasta que en 146 a. C. los romanos hicieron que terminasen las exploraciones fenicias.